# 纳克鲁斯
納克魯斯（日语：ナックルズ・ザ・エキドゥナ）是一个世嘉游戏刺猬索尼克系列中的虚拟角色。
初登場於《刺猬索尼克3》的紅色針鼴，音速小子的好友之一，古代的戰鬥名族 - 納寇茲的末裔。力氣極大但頭腦簡單，16歲。職業尋寶獵人，卡歐迪克斯偵探社的前社員。在《音速小子3》初登場時因被蛋頭博士欺騙，所以作為反派搶走了卡歐斯寶石，事件結束後與索尼克成為好友（此段落曾於2022年的電影《音速小子2》時發生）。1995年SEGA在Super 32X（Mega Drive的附屬設備）上出過自己的遊戲，名叫卡歐提斯（Chaotix，英本版全稱Knuckles' Chaotix）。

## 评价
角色广受好评。根据IGN的Levi Buchanan所述，粉丝们对于纳克鲁斯这个额外的角色“感到合理的高兴”。

## 其他版本的纳克鲁斯
音速小子：回家大冒險:
- Renegade Knucks: 出現於New Yoke City，不同之處為他穿上黑色小袋子，黑紅色靴子及黑及綠色金手虎。
- Gnarly Knuckles: 出現於Boscage Maze，採用熱帶雨林衣服設計，戴上樹葉式帽子、黃肥色手套、樹葉鞋子及木式項鍊。
- Knuckles the Dread: 出現於No Place，採用海盜船長設計，戴上金色及黑色船長帽子、穿上黑色但少量淺藍的背心、紫色及金色扣的白色內衣、棕色手套及靴子。

## 其他媒體
在音速小子系列真人影視作品中，納克魯斯由伊卓瑞斯·艾巴配音，分別登場於2022年電影《音速小子2》、2024年電影《音速小子3》，及2024年衍生電視劇《納克魯斯》。

## 烏干達的纳克鲁斯

對"烏干達的纳克鲁斯"的描繪，該作品在 2018 年初短暫流行。

2018年1月，玩家們開始湧入一個名爲VRChat的虛擬實境遊戲。在遊戲中，有人開始使用一個Q版的納克魯斯人物造型（名爲「烏干達的納克魯斯」 (Ugandan Knuckles)），並自稱來自烏干達。接著便以搞怪的造型和典型的烏干達口音說著「do you know da wae」、「are you da queen?」來騷擾其他玩家。影片被上傳後，隨後許多玩家開始更換納克魯斯造型，甚至加以改造，形成了VRCHAT中一種特殊的族群。這些納克魯斯玩家會聚集在一起惡搞其他玩家，短時間風靡互聯網。

## 外部連結
- Sonic Central official character profiles
- Knuckles at Sonic Channel （日語）
- 互联网电影数据库上纳克鲁斯的资料